# ديفيد غوتليب (أستاذ جامعي)
ديفيد غوتليب (بالعبرية: דוד גוטליב‏) هو رياضياتي إسرائيلي، ولد في 14 نوفمبر 1944 في تل أبيب في إسرائيل، وتوفي في 6 ديسمبر 2008.